# Jüdischer Friedhof (Darbėnai)
Koordinaten: 56° 1′ 17,8″ N, 21° 16′ 18,8″ O

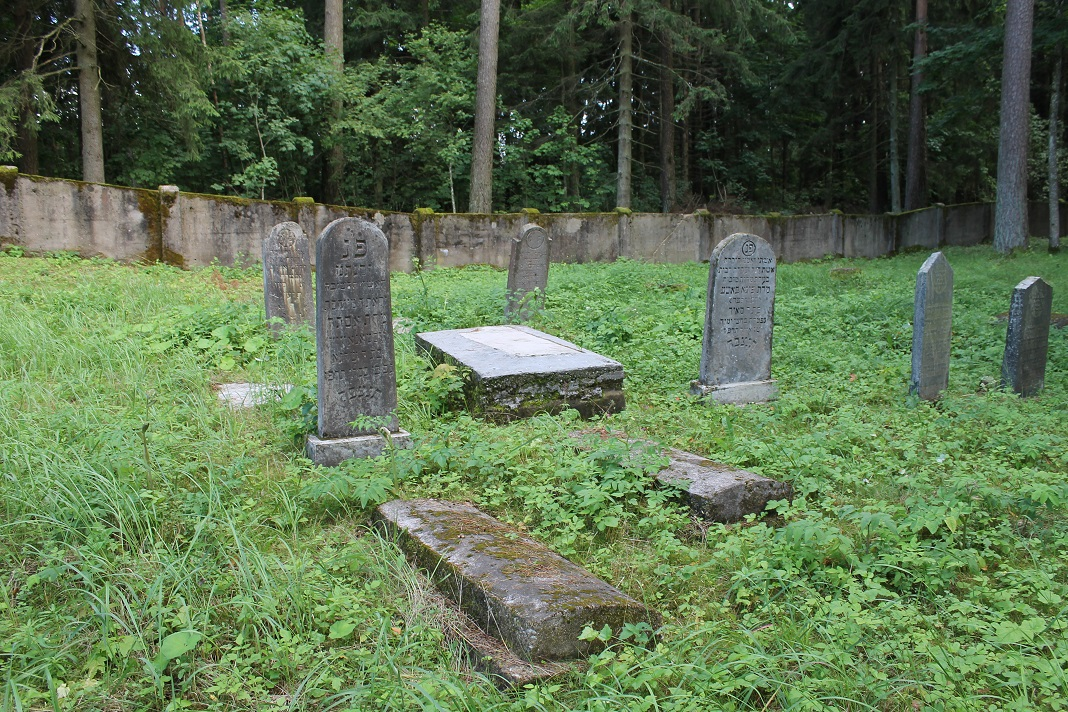
Jüdischer Friedhof Darbėnai (2015)

Der jüdische Friedhof Darbėnai liegt in Darbėnai, einem Städtchen in der Rajongemeinde Kretinga im äußersten Nordwesten Litauens.
Der jüdische Friedhof befindet sich am östlichen Stadtrand unweit der nordwestlich fließenden Darba.